# Precor
Precor Incorporated — американська компанія, яка займається розробкою і виробництвом спортивного обладання. Заснована у 1980 році у Сіетлі. Один з найбільших виробників обладнання для фітнесу у світі. Продукція компанії представлена у понад 90 країнах світу.
Компанія Precor виробляє усі типи фітнес-обладнання для фітнес-центрів, готелів і спа, включаючи силові тренажери, стекові тренажери, багатоблочні тренажери, кардіотренажери (еліптичні тренажери, бігові доріжки, велотренажери) та ін.
З 2002 року компанія Precor входить до складу фінської корпорації Amer Sports, одного з провідних постачальників спортивних товарів у світі.

## Історія

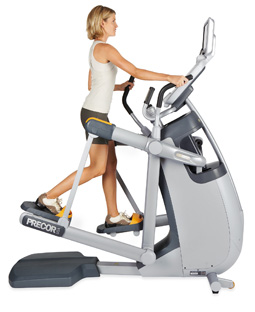
Адаптивний тренажер Adaptive Motion Trainer®

У 1980 році була заснована корпорація Precision Corporation. У 1981 році розпочато виробництво першого ергономічно правильного веслувального тренажера. У 1982 році запущено виробництво першого обладнання для фітнесу з електронною мікропроцесорною системою для підвищення мотивації. У 1985 році запущено серію електронних ергометричних бігових доріжок, веслувальних тренажерів і велотренажерів. У 1987 році розпочато виробництво перших домашніх і комерційних програмованих бігових доріжок.
У 1990 році запущено виробництво перших бігових доріжок з амортизованою поверхнею. У 1994 році компанія здобула патент на бігові доріжки Precor з технологією контролю ударних навантажень Ground Effects®. У 1995 році створила найперший у світі еліптичний тренажер Elliptical Fitness Crosstrainer™ (EFX®).
У 2002 році компанія була придбана корпорацією Amer Sports, одним з провідних постачальників спортивних товарів у світі, якому належать такі бренди, як Wilson, Atomic, Suunto, Salomon, Arc'Teryx і Mavic. У 2003 році придбано Cardio Theater® для заняття провідних позицій в розважальному напрямку індустрії. У 2007 році розпочато виробництво революційного адаптивного тренажера Adaptive Motion Trainer®. У 2008 році розпочато виробництво Experience Strangth™ S-Line.
У 2011 році запушено виробництво нових кардіотренажерів Experience™ і систему мережевого фітнесу Preva®, пристрію для персоналізації тренувань. У 2012 році розпочато виробництво AMT® з технологією Open Stride™ і лінійки обладнання для силових тренувань Discovery™ Series. У 2014 році запущено нову серію бігових доріжок Experience.

## Продукція
Компанія Precor виготовляє усі типи фітнес-обладнання для фітнес-центрів, готелів і спа, включаючи силові тренажери, стекові тренажери, багатоблочні тренажери, лавки, підставки, кардіотренажери (еліптичні тренажери, бігові доріжки, велотренажери, адаптивні тренажери) та ін.